# The Things We Do for Love (Beverly Hills, 90210)
The Things We Do for Love is de achtste aflevering van het zevende seizoen van het tienerdrama Beverly Hills, 90210, die voor het eerst werd uitgezonden op 6 november 1996.

## Verhaal
David heeft het moeilijk met het overlijden van zijn opa en grijpt naar de fles om deze pijn te verzachten. Als ze bij de notaris zitten wordt het testament voorgelezen en horen ze dat David een bedrag krijgt van $ 250.000, - en de Ford Thunderbird uit 1961. Dit vindt Mel geen goed idee omdat hij bang is dat David hier niet mee om kan gaan. David verwijt hem dat hij jaloers is en zet hem op het drinken. Later leggen ze het bij maar Mel blijft erbij dat hij het niet verstandig vond van zijn vader.
Clare is de laatste tijd veel bij Dick die een roeiploeg heeft en Steve baalt hier flink van. Hij zet ook een roeiploeg op met zijn broeders van het KEG-huis en daagt Dick uit voor een wedstrijd. De verliezer moet het eten verzorgen van de tegenstander. Clare vindt dit macho gedrag maar niets en laat dat ook merken.
Steve hoort per ongeluk een telefoongesprek tussen Valerie en Kenny en hoort dat Valerie zwanger is, ze vraagt hem dit geheim te houden. Steve kan dit niet en vertelt dit aan Kelly die zich toch zorgen maakt over Valerie en haar hulp aanbiedt. Valerie heeft een afspraak bij de abortuskliniek en Kelly biedt aan om mee te gaan maar Valerie zegt dat Kenny meegaat. Op het tijdstip dat Valerie de afspraak heeft ziet Kelly in de stad Kenny. Dit vindt ze vreemd en krijgt nu twijfels over de zwangerschap van Valerie. Ze zoekt haar op bij haar huis en vertelt haar dit, ze zegt nu dat Kenny haar heeft laten zitten. Als Kelly weggaat spreekt ze nog even met Steve en uit haar twijfels, dit zet Steve ook aan het denken en hoort Valerie uit en nu twijfelt hij ook.
De spanning tussen Brandon en Tracy wordt steeds groter, Brandon wil geen relatie meer op het werk en daarop besluit Tracy om ontslag te nemen omdat ze dit niet aankan. Als Brandon in een korte broek verschijnt in de studio dan komt ze terug op haar besluit en wil blijven.
Donna en Cliff brengen samen veel tijd door. Ze maken een flinke wandeltocht door de natuur. Bij een kampvuur vertelt Cliff ineens dat hij de stad verlaat om aan een nieuwe baan te beginnen op een booreiland.

## Rolverdeling
- Jason Priestley - Brandon Walsh
- Jennie Garth - Kelly Taylor
- Ian Ziering - Steve Sanders
- Brian Austin Green - David Silver
- Tori Spelling - Donna Martin
- Tiffani Thiessen - Valerie Malone
- Joe E. Tata - Nat Bussichio
- Kathleen Robertson - Clare Arnold
- Matthew Laurance - Mel Silver
- Dalton James - Mark Reese
- Jill Novick - Tracy Gaylian
- Joseph Gian - Kenny Bannerman
- Greg Vaughan - Cliff Yeager
- Dan Gauthier - Dick Harrison